# Važni datumi Niša

## Praistorija
- oko 30.000-10.000 pre naše ere – Ostaci iz paleolita sa lokaliteta Kremenac, svedoče o nasljenosti područja Grada Niša u najdavnije doba.
- oko 2000-1200 p.n.e. - naselje na Medijani i grobni nalazi iz ovog perioda u Medoševcu
- око 1200 godine p. n. e. – grobni nalazi u Vrtištu
- 8. vek p.n.e. - Područje Niša je granična zona između Ilira i Tračana
- 3. vek p.n.e. - Kelti su porazili Ilire, zauzeli sve krajeve i dali ime Nišu Naissus (Vilin grad)

## Antika
- 75. g. p.n. е. - Rimljani osvajaju područje Niša u vreme dardanskog rata
- 33. n.e. Izgrađen Via Militaris
- 161. god. naše ere Niš se spominje u Geografiji Ptolemeja Aleksandijskog, kao jedan od četiri najveća grada Dardanije.
- 169. god. naše ere U Naisu je formirana prva KOHORTA Rimljana sastavljena od 1000 vojnika i equitata-konjanika.
- 2. vek - Naissus je značajni rimski vojni logor – municipijum.
- septembar 268. - Bitka kod Naisusa
- 27. februar 272. - U Nais je rođen Gaj Flavije Valerije Aurelije Konstantin, poznat kao car Konstantin Veliki
- 284. - Car Dioklecijan odvaja Dardaniju od Gornje Mezije i Nais postaje glavni grad Dardanije
- 364. - u Medijani carevi Valentinijan I i Valens podelili su Rimsko carstvo i vladali kao ko-imeperatori
- 4. vek - Nais je na vrhuncu svog razvoja kao rimski vojni i administrativni centar. Nais doživljava svoj najveći ekonomski procvat (između ostalog postojala radionica za izradu srebrnog posuđa).
- 441. - Nais razaraju Huni.
- 471. - Nais (koji se nije oporavio od razaranja Huna) je bez većeg otpora podlegao napadu Gota.
- 480. - Varvari ruše Nais.
- 530–552. Obnovljen je Nais. Prokopije navodi “Uvidevši (Justinijan) da su vremenom već oštećeni bedemi Savdike (Sofije) i Naisa... utvrdi ih i učini neosvojivim za neprijatelje”.
- 550. Prokopije beleži prve provale Slovena u okolini Naisa.
- 612–614. Pad romejskog Naisa. Karakteriše ga prestanak cirkulacije novca u gradu, zbog čega su i utvrđenja opustela.

## Srednji vek
- 615. - Niš osvajaju Sloveni.
- 618. - Sloveni i Avari su osvojili Niš i potpuno ga razorili.
- IX vek – Niš osvajaju Bugari.
- 1019. i 1020. - Vizantijski car Vasilije II (pre toga pobedio Samuila) je u Poveljama Nišku episkopiju od 31. svrstao na 10. mesto vizantijskog carstva.
- 1072. - Ugarska vojska je prodrla dolinom Morave do Niša. Grad je osvojen i opljačkan. Iste godine obnovljena je Vizantijska vlast.
- 1183. - Veliki župan Stefan Nemanja oduzeo je Niš od Vizantije. Nameravao je da Niš proglasi prestonicom Srbije. Niška episkopija je u sastavu srpske države. Stefan Nemanja obnavlja hram sv. mučenika Pantalejmona.
- 1185. - srpski župan Stefan Nemanja zauzima Niš.
- 27. jul, 1189. - Stefan Nemanja i Fridrih I Barbarosa sastaju se u Nišu oko dogovora o zajedničkom napadu na Vizantiju.
- 1196. - Vizantija osvaja Niš nakon poraza Stefana Nemanje ubici na Moravi
- 1331. - Srbi ponovo osvajaju Niš nakon pobede nad Bugarima u Bitki kod Velbužda
- 1375. - Turci prvi put zauzimaju Niš.
- 1386. - Murat I je osvojio Niš posle 25-dnevnih borbi.
- 1443. - Velika bitka kod Niša. Erdeljski vojvoda Janoš Hunjadi i srpski despot Đurađ Branković saterali su Turke gotovo do Sofije. Niš ostaje skoro godinu dana slobodan.

## Osmansko carstvo
- 1448. - Turci osvajaju Niš, koji ostaje pod njihovom vlašću narednih 245 godina
- 1498. - Niška nahija je imala oko 33.000 stanovnika, a sam Niš 915 stanovnika (144 hrišćana). Te godine Niš je dobio KANUN – gradski zakon kojim su regulisane tržišne i druge dažbine kao i takse na proizvodnju i promet robe u gradu
- 1516. - Izgrađen je prvi KARAVAN-SERAJ (objekat većih dimenzija za smeštaj putnika, trgovaca, konja i robom natovarenih kola). 1619. Niška tvrđava je delimično obnovljena zbog narasle hajdučije. Tada je i građen niški kameni most, a na njegovoj sredini nalazio se kiosk za odmaranje.
- 1570. - U putopisu nemačkog diplomate Rimea pominje se dubrovačka kolonija u Nišu.
- 1619.- Izgrađen kameni most na Nišavi.[1]
- 1660. - Niška čaršija imala je oko 200 dućana
- 1689. - Austrijsko carstvo zauzima Niš
- 1690. - Niš je teško stradao prilikom turskog osvajanja
- 1722. - izgrađena je crkva sv. Nikole pod Goricom
- 1719-1723. - Turci grade Nišku tvrđavu, jedno od najlepših turskih zdanja na Balkanu
- 1734. - umro je prvi niški mitropolit Joanikije
- 1737. - Austrijsko carstvo osvaja Niš. Okupacija traje 85 dana.
- 1743. - osnovana je organizacija za prevoz robe od Niša do Beograda – Arabadžijska kompanija.
- 1759. - sukob niških jerlija i Arnauta proteranih iz Beograda. Nakon toga proterani su Arnauti iz Niša koji si imali veze sa sukobima.[2]
- 1766. - Mitropolit Gavrilo objavljuje prvu knjigu „Sinđelija”
- 31.5.1809. - Ustanici napadaju Turke kod Niša. Pobeda Osmanlija u Čegarskoj bitki.
- 1809 – Turci prave Ćele kulu od glava srpskih vojnika pogiulih na Čegru
- 1819. - Podignuta je crkva sv. Arhangela, a dve decenije kasnije na nju su dograđeni otvoreni tremovi sa 3 strane.
- 1821. - Javno obešeni članovi Heterije u Nišu
- 1829. - U Niš dolazi Jovan Obrenović na sastanak sa Mustafom-pašom skadarskim.[3]
- 1830. - Dolaskom učitelja Spiridona Jovanovića u Niš počela je moderna nastava. Pored crkvenih knjiga on je koristio i srpske udžbenike – gramatiku i istoriju.
- 1837–1838. - Velika epidemija kuge u Nišu. Škola je prekinula rad zbog kuge.
- 1838. - Vladika Grigorije otpustio je Spiridona Jovanovića i uzeo popa Milovana za učitelja.
- 1841. - Milojeva i Srndakova buna
- 1843. - Vladika Venedikt i niški građani zauzeli su se za to da se podigne „nova prostrana jednospratna školska zgrada sa četiri odeljenja”.
- 1845. - Vladika Venedikt je dozvolio učitelju Spiridonu da se vrati u Niš i postavio ga za “prvog gradskog učitelja” s’ tim da predaje sve što zna od nauke.
- 1845. - Otvorena je prva mešovita muška i ženska škola.
- 1852. - Osnovana je prva trgovina Mite Veličkovića i sina.
- 1857–1872. - Građena je Saborna crkva, a završena je posle oslobođenja od turaka.
- 1861. - Izgorela je školska zgrada podignuta po zapovesti Vladike Venedikta.
- 1863–1864. - Podignuta je velika dvospratna zgrada osnovne škole kod Saborne crkve. Svi učitelji su bili iz Niša, a učilo je preko 300 učenika.
- 1865. - Mithad-paša osnovao je zanatsku školu „ISLAHAN” koja je primala i muslimansku i hrišćansku decu kako bi stekla osnovno obrazovanje i naučila neki zanat. Dvospratna zgrada-internat izdržavana je o trošku opštine.
- 1868. - Otvorena je prva turska javna biblioteka u Nišu.
- 1873–1874. - Osniva se dvogodišnja gimnazijska realka (6. januar 1874). Odbor za učitelje i škole poslao je ovoj školi sledeće udžbenike: Minerologiju, Fiziku, Zoologiju, Botaniku, Planimetriju i dr.).
- 1876–1878. - Oslobodilački ratovi.
- 11.1.1878. - Niš je oslobođen od Turaka

## Kraljevina Srbija

### Obrenovići
- 1878. - Berlinski kongres – Srbija je posle velike diplomatske borbe dobila nezavisnost i proširila svoje granice na niški, pirotski, leskovački i vranjski okrug.
- 1878. - Otvorena je Niška gimnazija u zakupljenoj privatnoj zgradi sa samo jednim odeljenjem.
- 1878. - Prve ugostiteljske objekte otvorili su: Đorđe Mišić, Andon Panajotović (sagradio kafanu “Srpska kruna”) i Dušan Cvitanović (otvorio kafanu “Kod sloge”).
- 1878. - Skupština Srbije u Nišu svečano je otvorena 23. novembra u zgradi osnovne škole (iza Saborne crkve) prestonom besedom kneza Milana Obrenovića. Skupština je u svom radu pored ostalog usvojila i Zakon o štampi da bi posle 20 meseci završila zasedanje. Nastavila je sa radom 1.11.1879. god, a završila 3.11.1880. U Nišu se još jednom sastala skupština pred početak srpsko-turskog rata 1885. Od ovog zasedanja rad skupštine je nastavljen u Beogradu sve do 1914. kada je skupština ponovo prešla u Niš.
- 1878. - Atila Okoličanji otvara prvu civilnu apoteku.
- 1878. - Prvi spomenik – skromna granitna piramida nalik nadgrobnom obeležju – podignut je van Niša, na mestu Sinđelićevog šanca iz 1809, na uzvišenju Čegar.
- 1878. - Počinje da radi Velika Vojna bolnica u Nišu
- 1878. - Počinje da radi prva gimnazija u Nišu
- 1878. - Otkriveno je nalazište uglja u Jelašnici, pa je odmah bio otvoren i prvi rudnik u novo-oslobođenim krajevima.
- 1879–1880. Uložen je državni kapital u korišćenje termo-mineralne vode u Niškoj Banji. Pokriveni su bazeni od kojih je jedan bio namenjen ženama, a drugi muškarcima. 1879. Osnovana je Gradska čitaonica, biblioteka, a njen prvi delovođa bio je Stevan Sremac.
- 1879. - Izgrađen je hotel “Evropa”, koji je više puta prepravljan i dozidavan. Porušen je 1958. kao bioskop “Jastrebac”.
- 1881. - Osnovana je prva bankarska organizacija (Niška okružna štedionica). Nije raspolagala državnim kapitalom već crkvenim i povereničkim, koji je oročavan na duži rok. Koristila je i sudske, policijske i druge depozite.
- 1881. - Civilna bolnica je formirana pod imenom Okružna bolnica u privatnoj zgradi pored Nišave, iza današnjeg Doma mladih. 1910. se iselila iz privatne zgrade i prešla u novoizgrađene, savremene bolničke paviljone.
- 1881. - Zaključen je Trgovinski ugovor Srbije sa Austro-Ugarskom koji je doneo niske cene za sve poljoprivredne proizvode, veliku konkurenciju zanatstvu i izuzetno nepovoljne uslove za razvoj industrije.
- 1881. - Niš dobija prvu bankarsku ustanovu
- 1882. - Počinje da radi učiteljska škola
- 1882–1887. - Udareni su temelji zgrade Načelstva (Univerziteta, Banovine) da bi ista bila predata na upotrebu 1887.
- 1883. - Putujuća družina Laze Popovića gostovala je u Nišu i izvela prvu pozorišnu predstavu.
- 1884. - Prva lokomotiva došla je u Niš 31. januara, a prvi voz 15. septembra, povezujući Niš ne samo sa Beogradom već i sa Evropom.
- 1884. - Prvi pisani podaci o konzulatima u Nišu: 1888–1892. u Nišu boravi Engleski viceknez; 1890. Austro-Ugarski; 1893. otvoren je grčki konzulat; 1889. Francuski
- 1884. - Puštena je u saobraćaj železnička pruga Beograd-Niš
  - Izlazi prvi broj novina „Niški vesnik“
- 1884. - U Nišu počinje sa radom Niška akcionarska štedionica (prvi privatni novčani zavod) sa uplaćenim kapitalom od samo 99.429 i ulozima na štednju u iznosu od 82.804 dinara.
- 1883. - Knjižar, štampar i izdavač Kosta Čendaš osniva prvu štampariju (četvrtu po redu u unutrašnjosti Srbije). 1884. počinje sa izdavanjem lista „Niški vesnik”, a 1895. pokreće „Niške novine”.
- 1884. - Osnovano je prvo amatersko radničko pevačko društvo “Sloga”, koje je radilo samo godinu dana. Rad je obnovilo tek 1889. god.
- 1884. - Jovan Apel gradi pivaru na parni pogon.
- 1884. - Sa radom je počela železnička radionica.
- 1885. - Sagrađen je Stari monopol kao otkupna stanica za duvan.
- 1885. - Osniva se železnička radionica, koja će kasnije postati najveće preduzeće u gradu
- 1886. - U Nišu je usvojen Zakon o osnivanju Srpske kraljevske akademije
- 1887. - Na inicijativu nastavnika Niške gimnazije osnovana je Niška crkveno pevačka d ružina „Branko”.
- 1887. - Mihajlo Dimić osnovao je prvo niško pozorište pod nazivom „Niško pozorište Sinđelić”. Predstave su održavane u kafani „Knjaz Mihajlo”, a radilo je sve do 1889. Nastojanjem uglednih nišlija i pozorišnog odbora pozorište je obnovljeno 1891. Predstave su održavane u sali hotela „Evropa”, a pozorište se potom preselilo u kafanu “Bulevar” (Oficirski dom, Dom mladih).
- 1887. - Osnovano pozorište „Sinđelić“ u Nišu
- 1888. - Kod Caribroda je uspostavljena železnička veza sa Bugarskom, a kod Ristovca sa Turskom.
- 1889. - Otvorena Narodna biblioteka
- 1889. - Osnovana je Srpsko-jevrejska trgovačka zadruga
- 1889. avgust - Prvi štrajk u Železničkoj radionici. Štrajkom je rukovodio socijalista Andra Banković, a trajao je sedam dana.
- 1890. - Otvoren je francuski klub u Nišu
- 1890. - Izgrađena je zgrada istorijskog arhiva koja je imala više namena do danas: najpre je služila kao kartografsko odeljenje srpske vojske, zatim 1. kao podoficirska artiljerijaska škola, a posle 1955. kao istorijski arhiv.
- 1892. - Izgrađen je prvi spomenik u Nišu, kapela nad Ćele Kulom, čime je ova kula od lobanja srpskih ustanika iz 1809. god. postala mauzolej herojstva i slobode.
  - Izgrađena zgrada okružnog načelništva (Banovina)
- 1894. - Počela da radi viša devojačka škola
- 1894. - Osnovana je radionica za izradu vojne odeće i obuće (vojna šivara). Šivara je osnovana zahvaljujući novčanoj pomoći Esnafa terazijsko-abadžiskog, sa idejom da se u njoj zaposle samo zanatlije iz Niša. Te godine u Nišu je „stradalo“ i bez sredstava za život ostalo; 80 zanatlija, 48 trgovaca i 28 gostioničara zbog velikih dugova prema poveriocima i državi.
- 1894. - Osnovan je Državni lozni rasadnik.

- 1897. - Niš je poplavljen po prvi put.
- 1897. - Mita Ristić osniva „prvu srpsku tekstilnu fabriku” (Niteks).
- 1897. - Prikazan prvi film u Nišu.
- 1899. - Sagrađen je hotel „Orient”, koji je srušen 1960. da bi na njegovom mestu bio sazidan hotel “Ambasador”.
- 1900. - Počinje izdavanje književnog časopisa „Gradina“.
- 1900. - Podignuta je zgrada radio-stanice (zgrada Jovana Popića) koja je za vreme Prvog svetskog rata služila kao dom kralja Petra.
- 1900. - Izgrađena je inžinjerijska kasarna.
- 1901. - Sagrađen je Pasterov zavod koji se vezuje za početak rada prve zdravstvene ustanove iz oblasti preventivne medicinske zaštite u Jugoslaviji uopšte.
- 1902. - U Tvrđavi je podignut spomenik u obliku puščanog metka povodom 25. godišnjice oslobođenja od Turaka.

### Karađorđevići
- 1904. - Osnovana je Niška banka, koja je 1905. imala uplaćen kapital od 100.000 dinara.
- 1904. - Na inicijativu profesora Niške gimnazije osnovana je Narodna biblioteka. Osnovni legat od kojeg je nastala bio je fond knjiga i dve zgrade koje je budućoj biblioteci zaveštao vladika Jeronim 1894. Stevan Sremac je narodnoj biblioteci zaveštao svoju ličnu biblioteku 1908.
- 1905. - Počela da radi Sićevačka likovna kolonija, koju osniva slikarka Nadežda Petrović.
- 1906. - Počinje da radi prvi stalni bioskop pod šatorom na Sinđelićevin trgu.
- 1906. - Formirano je Radničko kulturno umetničko društvo Abrašević.
- 1907. - Podignut je hirurški paviljon vojne bolnice.
- 1907. - Osnovana fabrika obuće Vlade Dimitrijevića, koja je proizvodila 1.800 pari obuće po meri i 2.000 pari za beogradske trgovce.

- 1908. - Izgrađena je hidroelektrana “Sveta Petka” na Nišavi u Sićevačkoj klisuri. U to vreme bila je najveća u Srbiji. Električnu energiju za potrebe industrije počela je da isporučuje 1911. godine. 1912–1913, izgrađena je rezervna električna centrala kao dopunski izvor Električne energije jer hidroelektrana nije mogla da zadovolji sve potrebe. 1926. ugrađen je i treći generator.
- 1908. - Vazduhoplovstvo – prvo je 1908. god. u Medoševcu počela rad prva srpska stanica za golubove pismonoše, a zatim su 1909. nabavljena dva balona. 1912. na Trupalskom polju je završen prvi aerodrom. 1913. proradila je vodonična stanica u Medoševcu. Prvi avioni stigli su u Niš 27.12.1912. god. i smešteni u 6 hangara gde su i montirani.
- 1908. - Osnovana je Fabrika za tkanje i štampanje šamija i marama Mite Ristića, koja je 1910. imala tkačnicu sa 200 razboja. a predivo je uvozila iz Čehoslovačke.
- 1909–1910. - Izgrađen je Sreski sud na mestu kuće Ahmed-bega, odnosno kuće Nikole Koleta Rašića, kao Sresko načelstvo. Kasnije je zgrada služila kao okružni i Sreski sud. 1937. zgradi je dograđeno krilo, a 1957. još jedan sprat.
- 1912. 24. decembra - Vazduhoplovna komanda ustanovljena je u Nišu. Naredbu o osnivanju vazduhoplovstva potpisao je načelnik generalštba general Putnik
- 1912–1913. - Balkanski ratovi – Niš je bio sedište vrhovne vojne komande Srbije.
- 1913. - Ispred mosta u Tvrđavi, na mestu gde su Turci 1821. obesili petoricu Nišlija, postavljen je spomenik. 1959. spomenik je premešten u Tvrđavu, a 1990. vraćen.
- 1913. - Prva postavka muzeja bila je sastavljena od arheološke zbirke, zbirke oružja, vojnih uniformi i zastava, etnografske zbirke i zbirke umetničkih slika. Delatnost muzeja počinje sa početkom Prvog sv. rata.

#### Prvi svetski rat
- 1914. - Iz Beograda je u Niš premeštena Fabrika duvana.
- 1914. - 25. jula - Niš postaje sedište srpske vlade – ratna prestonica. Primer vlade sledili su i Narodna skupština kao i druga politička i administrativna tela Kraljevine, diplomatski i vojni predstavnici savezničkih i neutralnih država i dopisnici inostranih listova.
- 7. decembra 1914. - Niška deklaracija – Narodna skupština Srbije donosi deklaraciju u kojoj su obrazloženi ciljevi oslobodilačkog rata i najavljeno ujedinjenje južnih slovena u jednu državu.
- 26. jula 1914. - u Niš je stigla depeša da Austro-Ugarska objavljuje rat Srbiji – početak Prvog sv. rata.
- 1915. - Nastalo je groblje britanskih vojnika – englesko vojno groblje.
- 1915-1918. - Niš je pod nemačko-bugarskom okpacijom u Prvom svetskom ratu.
- 1916. - Poseta nemačkog cara Vilhelma II.
- 12. oktobra 1918. - Niš je oslobođen od Nemaca

## Kraljevina Jugoslavija
- 1920. Osnovana je Berza rada sa ciljem da posreduje prilikom zapošljavanja.
- 1921. Otvorena je filijala Narodne banke u zgradi sadašnjeg predsedništva grada Niša.
- 1923. Potpisan Niški sporazum
- 1929. Formirana je Moravska banovina.
- 1930. Uveden je tramvajski saobraćaj. Poslednja vožnja obavljena je 9. avgusta 1958.
- 1930. Na Crvenom krstu izgrađen je kasarnski objekat (magacin) koji je za vreme Drugog svetskog rata korišćen, od strane u1085 íacista, kao koncentracioni logor.
- 1933. Završen je i svečano otvoren Učiteljski dom u Nišu.
- 1933. Osniva se Narodni muzej u Nišu.
- 1934. Vojni aerodrom je osposobljen za civilni saobraćaj, a 1935. god. “Aero-put” Beograd obavljao je svakodnevni saobraćaj u letnjim mesecima na liniji Beograd - Niš - Skoplje.
- 1937. Pušten je u eksploataciju moderan vodovod sagrađen 1936. god.
- 28. juna 1937. izgrađen je i otkriven, prema projektu Antuna Augustinčića, spomenik oslobodiocima Niša.
- 1937. Na mestu Bećir-begovog konaka i kraljevog dvora izgrađen je hotel “Park”.
- 1937. Ženska gimnazija, (Viša pedagoška škola, Filozofski fakultet) počela je da se gradi 1935. na delu placa muške gimnazije, a završena je 1937. Posle više funkcija koristila se kao zgrada Više pedagoške škole, a od 1971. god. kao Filozofski fakultet.
- 1. januar 1939. svečano je osvećena novopodignuta zgrada Narodnog pozorišta.

### Drugi svetski rat
- 1941. - Nemci okupiraju Niš
- 2. avgusta 1941 - Pokret otpora izveo prvu diverzantsku akciju. Aleksandar Vojinović je ubacio bombu u veliku salu hotela „Park“ u Nišu i tom prilikom ubio i ranio oko 30 nemačkih oficira.
  - Otvaraju logor na Crvenom krstu odakle je preko 12.000 logoraša odvedeno na Bubanj i streljano.
- 12. februar 1942. - Organizovano uspešno masovno bekstvo iz logora.
- 1943–1944. - Niš bombardovan 15 puta od strane savezničke avijacije. 20. oktobra 1943. godine Niš je prvi grad na teritoriji Jugoslavije bombardovan od strane savezničke avijacije.
- 14. oktobar 1944. - Niš je oslobođen od Nemaca.
- 7. novembar 1944. - Sukob savezničkih vazdušnih snaga iznad Niša.[4]

## SFR Jugoslavia
- 21. februar 1945. - Osnovan Radio Niš kao deo mreže nacionalnog radija.
- 1951. Pozorište lutaka se prvi put predstavilo najmlađim gledaocima u Pionirskom domu u Tvrđavi.
- 1958. Osnovana je profesionalna pozorišna trupa.
- 14. oktobra 1963. Podignu spomenik "Tri pesnice" na Bubnju.
- 1965. - Osniva se Univerzitet u Nišu.
- 1966. - Osnovani su Filmski susreti – Festival glumačkih ostvrenja jugoslovneskog igranog fima (kasnije preimenovan u Festival glumačkih ostvrenja domaćeg igranog filma)
- 1969. - Osnovane Jugoslovenske horske svečanosti, koje kasnije postaju Internacionalne horske svečanosti.
- 1971. - Nedeljnik „Narodne novine“ postaje prvi dnevni list u Nišu
- 1975. - Niš postaje centar Niškog regiona

## SR Jugoslavija i Republika Srbija
- 1992. - Niš postaje centar Nišavskog okruga
- 17. novembar 1996 – 27. јануар 1997. - Protest zbog krađe glasova na lokalnim izborima počinje u Nišu i proširio se po Srbiji. Protest je trajao 100 dana, a 27. јануар 1997. konstituisana je Skupština grada sa prvim demokratskim gradonačelnikom.
- 4. septembar1998. - U Nišu je otvoren Konzulat Republike Grčke. Prvo diplomatsko predstavništvo u istoriji Srbije van Beograda.
- 7. maj 1999. - U toku NATO bombardovanja na širi centar Niša su bačene kasetne bombe i tom prilikom je poginulo 15 osoba, a više desetina je teško ranjeno
- 2002. - Potpisan Niški dogovor između SPC i MPC.
- 2003. - Prodata Duvanska Industrija Niš firmi Filip Moris.
- 7. decembra 2004. - Otkriven spomenik kralju Aleksandru Karađorđeviću
- 16. avgusta 2008. U Nišu je osnovan prvi specijalizovani centar za hiperbaričnu medicinu na jugu Srbije.

## Spoljašnje veze
- Zvanična prezentacija Niša
- Нишки графит - Времеплов